# Micro Men
Micro Men è un film per la televisione prodotto dalla BBC nel 2009, ambientato tra il 1978 e il 1985 circa, sull'ascesa dei microcomputer nel Regno Unito. In particolare si concentra sulla rivalità tra Clive Sinclair, fondatore della Sinclair Research, e Chris Curry, fondatore della Acorn Computers.

## Trama
Il film è incentrato su due dei protagonisti (e le rispettive aziende) nel mercato degli home computer tra la fine del 1970 e i primi anni '80, concentrandosi sulla corsa per diventare il fornitore di un home computer per il programma della BBC per le scuole, che divenne infine il BBC Micro della Acorn, riuscita appena in tempo a presentare il proprio prototipo. Alcune parti del film si basano su fatti storici, mentre altre sono romanzate per mostrare il clima dell'epoca.

## Colonna sonora
La colonna sonora è composta interamente da brani degli anni in cui si svolge la vicenda, ad eccezione di due versioni di Così parlò Zarathustra
1. Vangelis – Pulstar - 05:46 (titoli di testa)
2. Black Sabbath – Paranoid - 02:46
3. Derek and the Dominos – Layla - 03:05
4. Duran Duran – Planet Earth - 04:02
5. Pink Floyd – Another Brick In The Wall - 03:58
6. Kraftwerk – Taschenrechner - 04:56
7. Walter Murphy – A Fifth Of Beethoven - 03:04
8. Kraftwerk – Computer World - 05:06
9. Jean-Michel Jarre – Zoolookologie - 03:42
10. Richard Strauss – Also Sprach Zarathustra (2001) - 01:53
11. Eumir Deodato – Also Sprach Zarathustra (2001) - 08:57
12. Sade – Nothing Can Come Between Us - 03:53
13. Frankie Goes to Hollywood – Two Tribes - 03:55
14. Paul McCartney – Pipes Of Peace - 03:55
15. Nik Kershaw – Wouldn't It Be Good - 04:27
16. Nena – 99 Red Balloons - 03:54
17. Jean-Michel Jarre – Oxygene Part IV - 04:00

## Produzione
Il film è stato creato dalla società di produzione indipendente Darlow Smithson e scritto da Tony Saint, diretto da Saul Metzstein e prodotto da Andrea Cornwell.  È stato prodotto come sceneggiato della BBC, girato interamente nel Regno Unito, con alcune scene girate all'interno e nei paraggi del college di Cambridge il 15 luglio 2009. I computer sono stati forniti dal The Centre for Computing History di Haverhill; che ha fornito anche altri oggetti di scena dell'epoca, compreso il Sinclair C5. Jason Fitzpatrick, direttore del museo ha interpretato la parte di David Johnson-Davies.
Il film include alcuni filmati d'archivio, ad esempio del programma TV The Computer Programme.
Il titolo provvisorio del programma era Syntax Era.
Il film è stato trasmesso originariamente l'8 ottobre 2009 sul canale britannico BBC Four.
Sophie Wilson, membro del team di sviluppo della Acorn (nato come Roger Wilson), interpreta la parte della proprietaria del pub che suona la campanella annunciando che il tempo è scaduto (circa 1h 21m).
Jim Westwood della Sinclair fa un cameo mentre legge una rivista dietro Martin Freeman in un negozio della catena WH Smith.
Quando gli è stato chiesto del programma in un'intervista per The Independent - nonostante fosse coinvolto nella produzione - lo stesso Sinclair ha dichiarato: "Era una parodia della verità. Semplicemente non aveva attinenza con la verità. È stato terribile".